# ドイツのカトリック
ドイツのカトリックでは、ドイツにおけるローマ・カトリック教会について記述する。現在の名誉教皇（先代の教皇）ベネディクト16世も、ドイツ出身である。

## カトリック人口
カトリックとプロテスタントはほぼ同数の状態が続いている。2008年の世論調査によると、カトリックが約30.7%で、プロテスタントが約31％となっている。バイエルン州、バーデン＝ヴュルテンベルク州やラインラント＝プファルツ州やなど、南部に多い。

## 歴史
カール大帝がアーヘン大聖堂で戴冠式を行った。この頃にはカロリング朝ルネサンスと呼ばれ、文化的に成熟した時代となった。神聖ローマ帝国が成立すると、カトリック教会は国教となった。初代皇帝オットー1世もカール大帝に習ってアーヘン大聖堂で戴冠式を行い、帝国崩壊までこの習慣が続いた。この頃になると神聖ローマ皇帝と教皇との間で政治的主導権を争う事態になった。叙任権闘争を巡ってハインリヒ4世が教皇グレゴリウス7世に謝罪する羽目になった事件で、日本ではカノッサの屈辱と呼ばれた。その子ハインリヒ5世も破門された。1122年にヴォルムス協約が結ばれ、これによって長年続いた叙任権論争に終止符が打たれた。皇帝ルドルフ1世は即位を教皇に承認して貰えなかった。
マルティン・ルターによる宗教改革に直面したカトリック教会は、プロテスタントの拡大を阻止する為に手を打たざるを得なかった。皇帝カール5世もルターの著書を出版所持する事を禁止した。それでもプロテスタントの勢力を抑えられなかったので1555年に、皇帝カール5世はアウクスブルクの和議を出し、ルター派の存在を容認した。17世紀に入るとプロテスタント信徒による暴動に端を発した三十年戦争が勃発し、教皇庁や周辺諸国をも巻き込んだ大戦争となった。
ドイツ帝国の時代まで、カトリック教会は政治的影響力を持っていた。これに不満を抱いたビスマルク首相は文化闘争を起こし、カトリックの力を抑えようとした。議会でもビスマルクは「我々はカノッサには行かない」と叫び、拍手喝采を浴びる程であった。ヴァイマル共和政の時代、政治だけでなく文化的にもプロテスタントの方が主導権を持つ様になっていた。
1933年に第三帝国が成立すると、直ちにカトリック教会は生存の危機に晒された。カトリックを積極的に擁護したスペインのフランコ政権やイタリアのファシズムとは異なり、ナチズムは国家やアドルフ・ヒトラーを最高位に置く思想だったのでカトリック教会とは真っ向から対立した。当初はナチズムに反対していた教会も、実際に彼らが政権を握ると生存の為に一定の妥協を余儀なくされた。1933年にライヒスコンコルダートが結ばれた。この条約は第三帝国とカトリック教会との関係を確定した。この頃、カトリック教会の中には徹底的にナチスに対抗しようとする人々と、生存の為に歩み寄ろうとする人々とに別れた。バチカン側も無神論を掲げる共産主義や東方正教会よりはマシだったという理由でナチズムを擁護する傾向もあった。エーリヒ・クラウゼナーの様にナチスに反対して殺害された政治家や、イエズス会の神父アルフレート・デルプも処刑された。教皇ピウス12世はホロコーストを止めもしなければ批判もしなかった点を後に批判された。因みに、後に教皇ベネディクト16世となるヨーゼフ・アロイス・ラッツィンガーも、ヒトラー・ユーゲントに在籍していた。
第二次世界大戦が終結し経済成長がはじまると、西ドイツでも宗教離れが進んだ。離婚や人工妊娠中絶を是認する世論が高まった。長年続いた教会税も廃止の方向で議論が進められている。ベルリンのクラウス・ヴォーヴェライト市長も同性愛者である事を公表しており、ドイツでもカトリック教会は世俗化の波にさらされている。
ドイツでも性的虐待事件が報じられ、教皇の退位を要求するデモも発生している。

## 大司教区
- バンベルク大司教区  ルートヴィヒ・シック大司教
- ベルリン大司教区  ゲオルク・ステルツィンスキ大司教
- ケルン大司教区  ヨアヒム・マイスナー大司教
- フライブルク大司教区  ロベルト・ツォリチュ大司教
- ハンブルク大司教区  ヴェルナー・ティッセン大司教
- ミュンヘンとフライジンク大司教区  ラインハルト・マックス大司教
- パーダーボルン大司教区  ハンス=ヨセフ・ベッカー大司教